# Pátrovics Géza
Pátrovics Géza (Hajdúnánás, 1954. augusztus 11. –) súlyemelő, edző, szövetségi kapitány.

## Pályafutása
1954-ben Hajdúnánáson született, 1956-ban Berentére költöztek. Először Diósgyőrbe járt súlyemelő edzésekre, de ezt három hónap után abbahagyta. 1974-ben megalakult Kazincbarcikán a súlyemelő szakosztály, Pátrovics Géza alapító tagként sportolt, a KVSE versenyzője lett. Számára az igazi áttörést az 1980-as belgrádi Európa-bajnokság jelentette, ahol negyedik helyezést ért el. Ezt a teljesítményt megismételte Lille-ben. Az 1984-es olimpián a szocialista országok sajnálatos bojkottja miatt nem tudott részt venni.
1990-től irányítja Kazincbarcikán a súlyemelő szakosztályt, tanítványai közül Ráki Henrietta Európa-bajnok lett. A fiatalok képzése mellett Pátrovics Géza is aktívan edz és versenyez: 2016-ig tizennégy világbajnoki – és tizenhat EB-győzelmet aratott a Masters - a 35 év felettiek – mezőnyében.
2008-ban Kazincbarcika rendezte meg a Masters világbajnokságot, Pátrovics Géza ezen az eseményen szerezte meg a jubileumi tizedik világbajnoki aranyérmét. Még ebben az évben, ősszel Görögországban átvehette azt az elismerést, amely méltó megkoronázása lett karrierjének: tagja lett a „Halhatatlanok Klubjának”.
Az elmúlt esztendőkben alaposan kinőtte magát a sportág masters része. Rendkívül komoly mezőny gyűlik össze a világversenyeken, ezért egyre nehezebb kimagasló eredményt elérni. Akadnak olyan versenyzők is a 35 év feletti korosztályban, akik korábban nem voltak aktív súlyemelők, de elkezdték a sportágat. Nekik azért nehezebb a dolguk a nagyobb sportmúlttal rendelkező társaikhoz képest, de volt már példa közülük is világbajnokra. Szeretném, ha minél tovább tartani tudnám ezt a szintet, amivel öregbítem a hírnevét a városnak, és egy picit talán az egész országnak is.
2009. február 1-től a súlyemelők szövetségi kapitánya lett. Egyhangú döntéssel választotta meg a Magyar Súlyemelő-szövetség elnöksége.
2014-ben Kazincbarcikán a Masters Súlyemelő Európa Bajnokság versenyigazgatójaként szervezte és irányította a rangos rendezvényt. A kontinensviadal főszervezője a 60 éves korosztály 62 kg-os súlycsoportjában Európa-bajnok lett. Kiemelkedő munkájáért és eredményéért Kazincbarcika városának vezetése egy különleges „Arany Oscar”-ral jutalmazta meg.
Ugyanebben az évben a masters súlyemelő-világbajnokságon Koppenhágában az M60-as korcsoportban (60–64 évesek), a 62 kilogrammos súlycsoportban 161 kilogrammos (70 kg + 91 kg) összeredménnyel aranyérmes lett.
2015-ben a walesi Bangorban zajló masters súlyemelő Európa-bajnokságon a férfiak M60-as korosztályában a 62 kg-os súlycsoportban Pátrovics Géza megszerezte a 17. EB-aranyérmét 154 kilogrammos összteljesítménnyel. Hat jó fogást mutatott be az eseményen, szakításban 67, lökésben 87 kilogrammot ért el.
2021. május 24–30. között Kecskeméten rendezték meg a Masters Világbajnokságot, ahol M65-ös korosztályban hat sikeres gyakorlattal nyerte meg a versenyt, 137 kg összteljesítménnyel.

## Kiemelkedő eredményei
- 47 szeres magyar válogatott, nemzetközi osztályú versenyző
- Világbajnokság: 7. hely (Lille, 1981)
- Európa-bajnokság: 4. hely (1980, 1981, 1988)
- Felnőtt Országos Bajnok: 4-szeres  (1981, 1982, 1983, 1988)

### A Masters mezőnyben

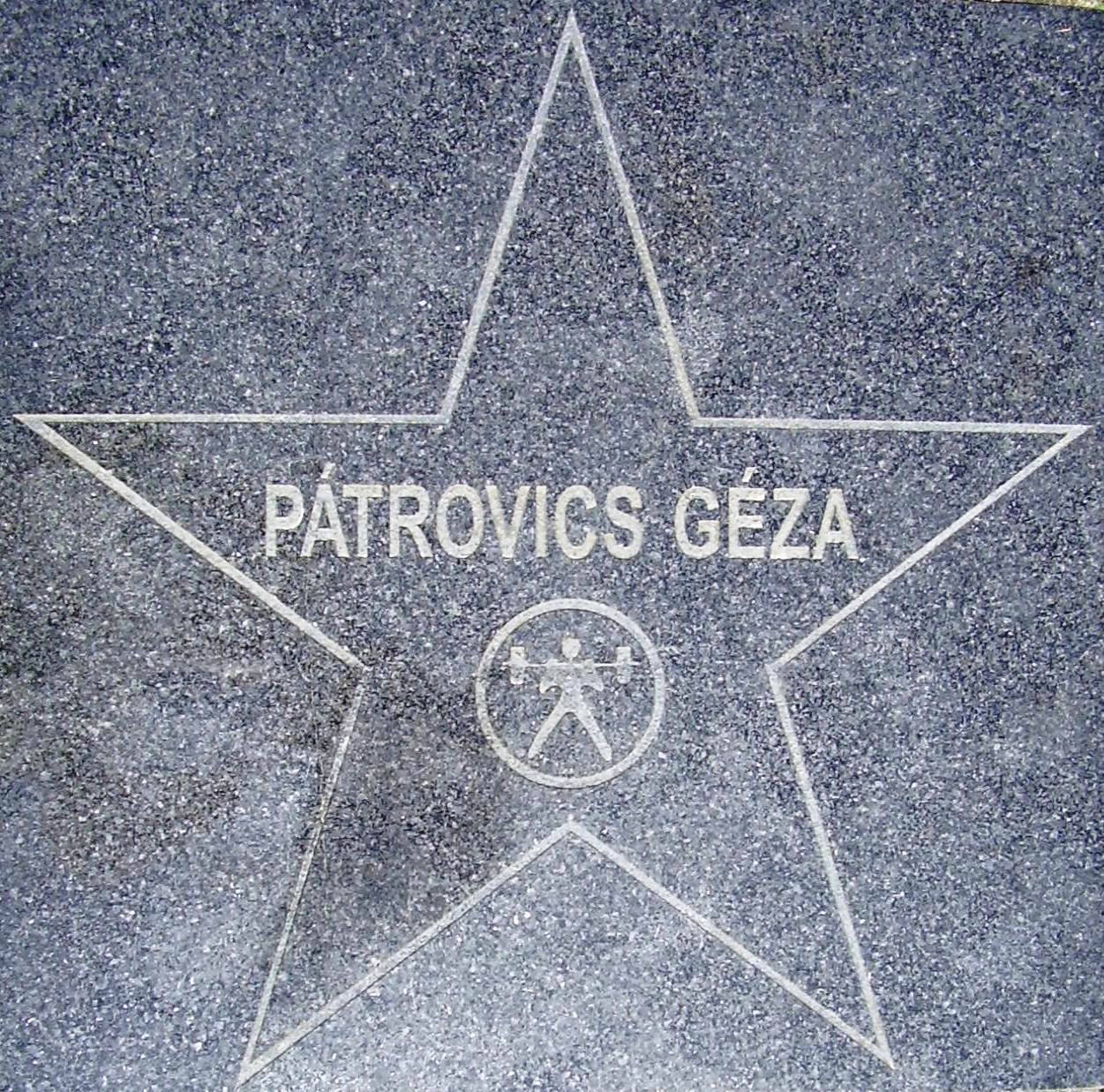
Pátrovics Géza Kazincbarcika Csillaga

- Világbajnok: 16-szoros  (2021-ig)[10][11][12][9]
- Európa-bajnok: 18-szoros  (2022-ig)[13][14]
- Országos Bajnok: 31-szeres  (1991-től 2020-ig valamennyi évben és 2022[15])

## Elismerései
- Polgármesteri dicséretek (Ludányi Attilától és dr. Király Bálinttól)
- Kazincbarcika Csillaga (2007)[16]
- Dísztárgy kiemelkedő sporteredményeiért és kiváló edzői munkájáért a Don Bosco Sportközpont díjátadási ünnepségén (2016. szeptember 2.)[17]
- Emléklap és tárgyjutalom az 50. véradás alkalmából – Magyar Vöröskereszt (2016. november 30.)
- Borsod-Abaúj-Zemplén Megyei Prima-díj Magyar Sport kategóriájában 2. hely (2017. november 4.)[18]
- 2017 legjobb edzője – a Magyar Súlyemelő Szövetség díja (2018)[19]
- Kazincbarcika Város Képviselő-testületének Elismerő Plakett kitüntető díja (2022)[20]